# Lekkoatletyka na Letnich Igrzyskach Olimpijskich 1932 – rzut oszczepem mężczyzn

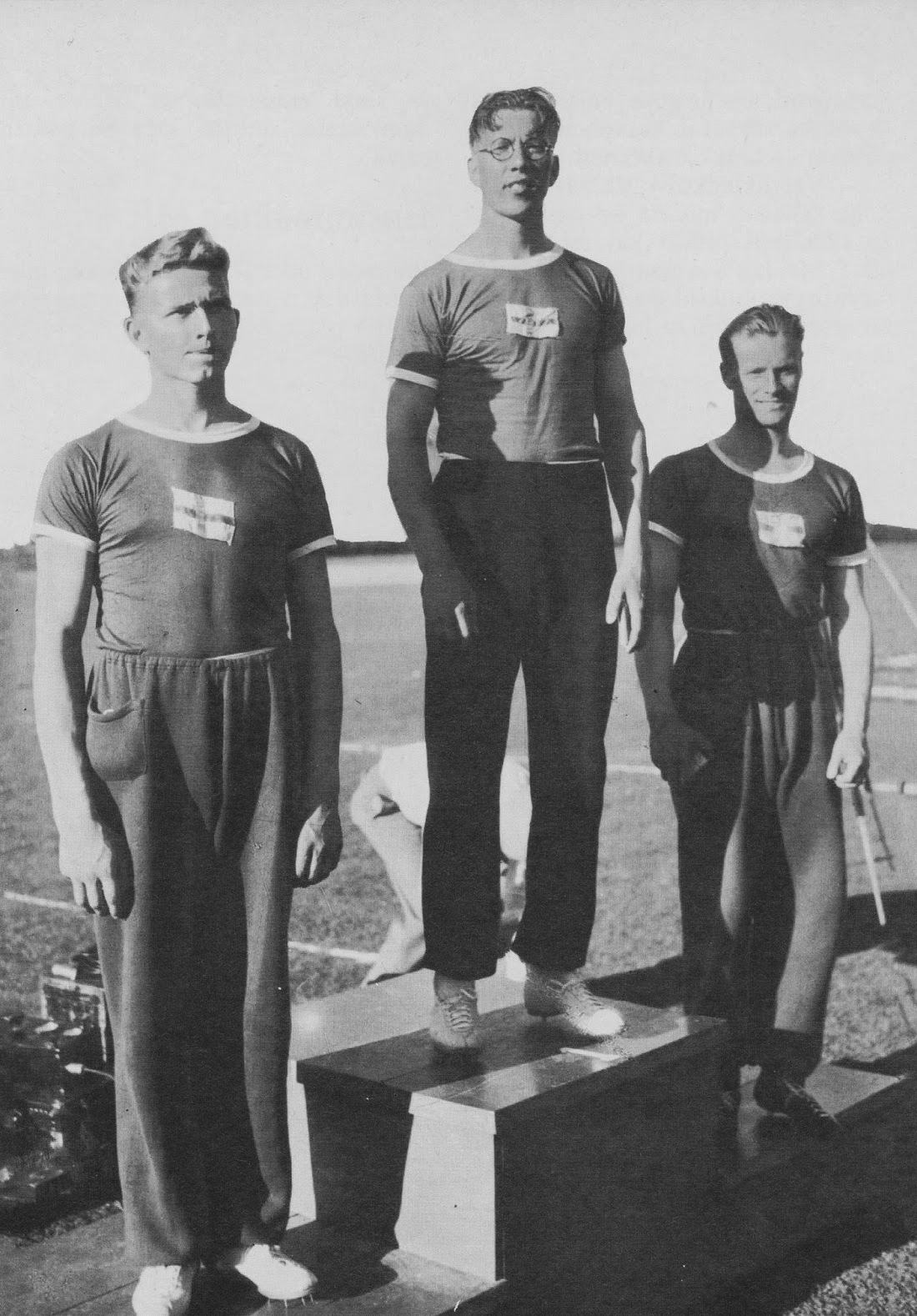
Olimpijskie podium: od lewej Eino Penttilä, Matti Järvinen i Matti Sippala

Rzut oszczepem mężczyzn był jedną z konkurencji rozgrywanych podczas X Letnich Igrzysk Olimpijskich. Rozegrano od razu finał 4 sierpnia 1932 roku na stadionie Los Angeles Memorial Coliseum w Los Angeles. Wystąpiło 13 zawodników z 9 krajów. Reprezentanci Finlandii zdobyli wszystkie trzy medale.

## Rekordy
|                   | Zawodnik       | Wynik | Miejsce   | Data                 |
| ----------------- | -------------- | ----- | --------- | -------------------- |
| Rekord świata     | Matti Järvinen | 74,02 | Turku     | 27 czerwca 1932(dts) |
| Rekord olimpijski | Erik Lundqvist | 66,60 | Amsterdam | 2 sierpnia 1928(dts) |

## Terminarz
| Data            |       | Godzina |
| --------------- | ----- | ------- |
| 4 sierpnia 1932 | Finał | 14:30   |

## Wyniki

### Finał
| Poz. | Zawodnik          | Reprezentacja     | Próby | Próby | Próby | Próby | Próby | Próby | Wynik | Uwagi |
| Poz. | Zawodnik          | Reprezentacja     | 1     | 2     | 3     | 4     | 5     | 6     | Wynik | Uwagi |
| ---- | ----------------- | ----------------- | ----- | ----- | ----- | ----- | ----- | ----- | ----- | ----- |
| 1.   | Matti Järvinen    | Finlandia         | 71,25 | 70,42 | 72,71 | 71,31 | 72,56 | 67,93 | 72,71 | OR    |
| 2.   | Matti Sippala     | Finlandia         | 68,14 | 63,18 | 66,53 | 62,98 | 61,22 | 69,80 | 69,80 |       |
| 3.   | Eino Penttilä     | Finlandia         | 60,04 | 64,13 | 64,28 | 65,40 | 68,70 | 66,86 | 68,70 |       |
| 4.   | Gottfried Weimann | Niemcy            | 68,18 | 57,58 | 60,42 | 61,19 | 61,45 | 65,24 | 68,18 |       |
| 5.   | Lee Bartlett      | Stany Zjednoczone | 64,46 | 64,44 | 62,62 | 57,30 | 61,47 | 59,55 | 64,46 |       |
| 6.   | Kenneth Churchill | Stany Zjednoczone | 63,24 | 61,19 | 58,58 | x     | 58,07 | x     | 63,24 |       |
| 7.   | Malcolm Metcalf   | Stany Zjednoczone | 61,89 | 58,34 | 61,29 |       |       |       | 61,89 |       |
| 8.   | Kosaku Sumiyoshi  | Japonia           | x     | 61,14 | 60,13 |       |       |       | 61,14 |       |
| 9.   | Olav Sunde        | Norwegia          | 59,85 | 53,35 | 60,81 |       |       |       | 60,81 |       |
| 10.  | Saburo Nagao      | Japonia           | 59,34 | 59,83 | 59,01 |       |       |       | 59,83 |       |
| 11.  | Heitor Medina     | Brazylia          | 58,00 | 48,33 | x     |       |       |       | 58,00 |       |
| 12.  | Adolfo Clouthier  | Meksyk            | 44,57 | x     | 46,38 |       |       |       | 46,38 |       |
| 13.  | Miguel Camberos   | Meksyk            | 41,71 | x     | 38,60 |       |       |       | 41,71 |       |